# 文昌閣

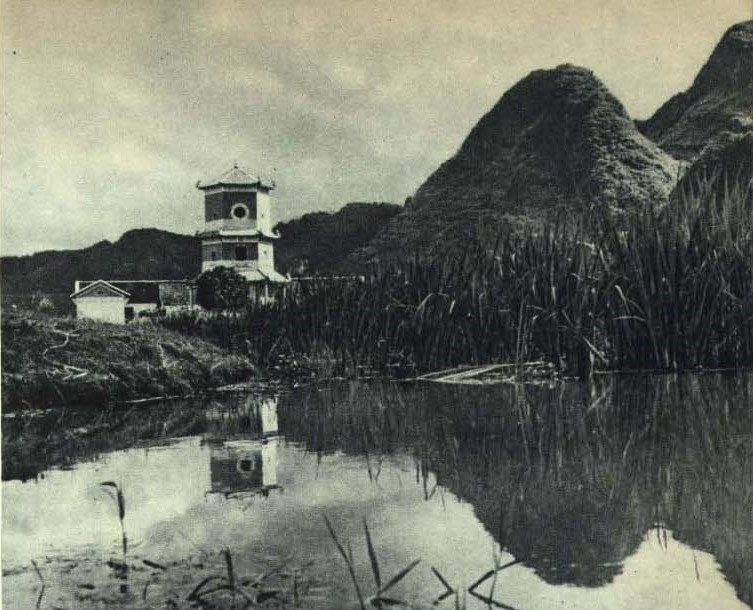
1963年 广西东兰县魁星楼

文昌阁或文昌楼、魁星阁、奎阁、奎星阁、魁星楼等，是中国一种传统祭祀建筑，为祭祀传说中掌管文运功名之神，保一方文风昌盛而建。
古代儒生，在文庙祭孔的同时，也崇拜主宰文运诸神。有“五文昌”之说，即文昌帝君、魁星、朱衣神、孚佑帝君（吕祖师）、文衡帝君（关帝君）。但各地文昌阁内所祀神祇数目不一，也有同时修建祭祀文昌帝君的文昌阁和祭祀魁星的魁星阁的情况。
文昌阁多建在市井中心地带或地势较高处，一般为砖木结构楼阁式建筑，攒尖顶，二、三层居多，每层皆有檐面，四、六、八角不一。一层多为砖墙，开窗设大门；二层以上为木墙或木栅栏，可凭栏远眺。因此文昌阁除祭祀功能外还成了当地文人雅士聚会的场所。

## 著名文昌阁

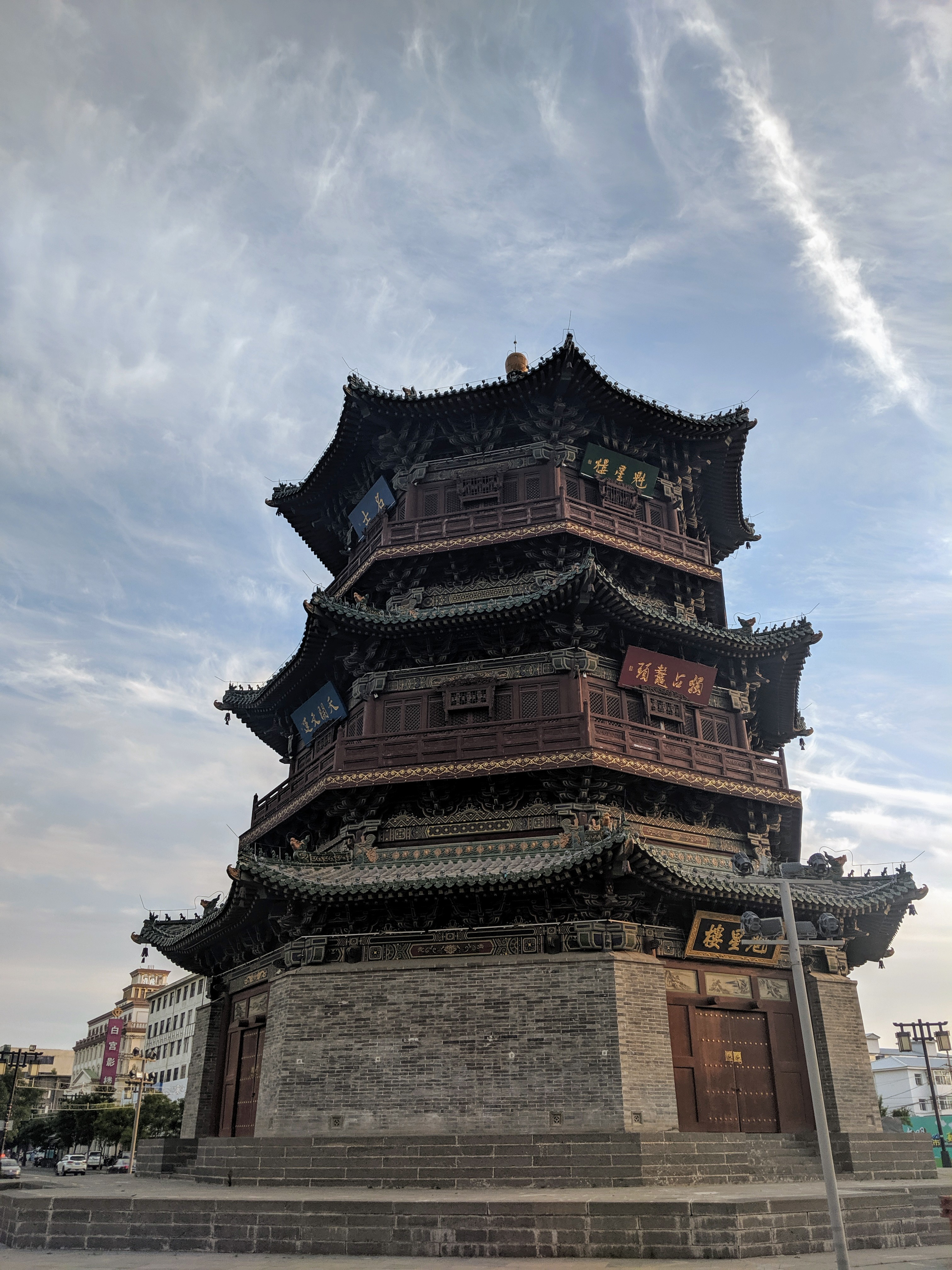
大同魁星楼

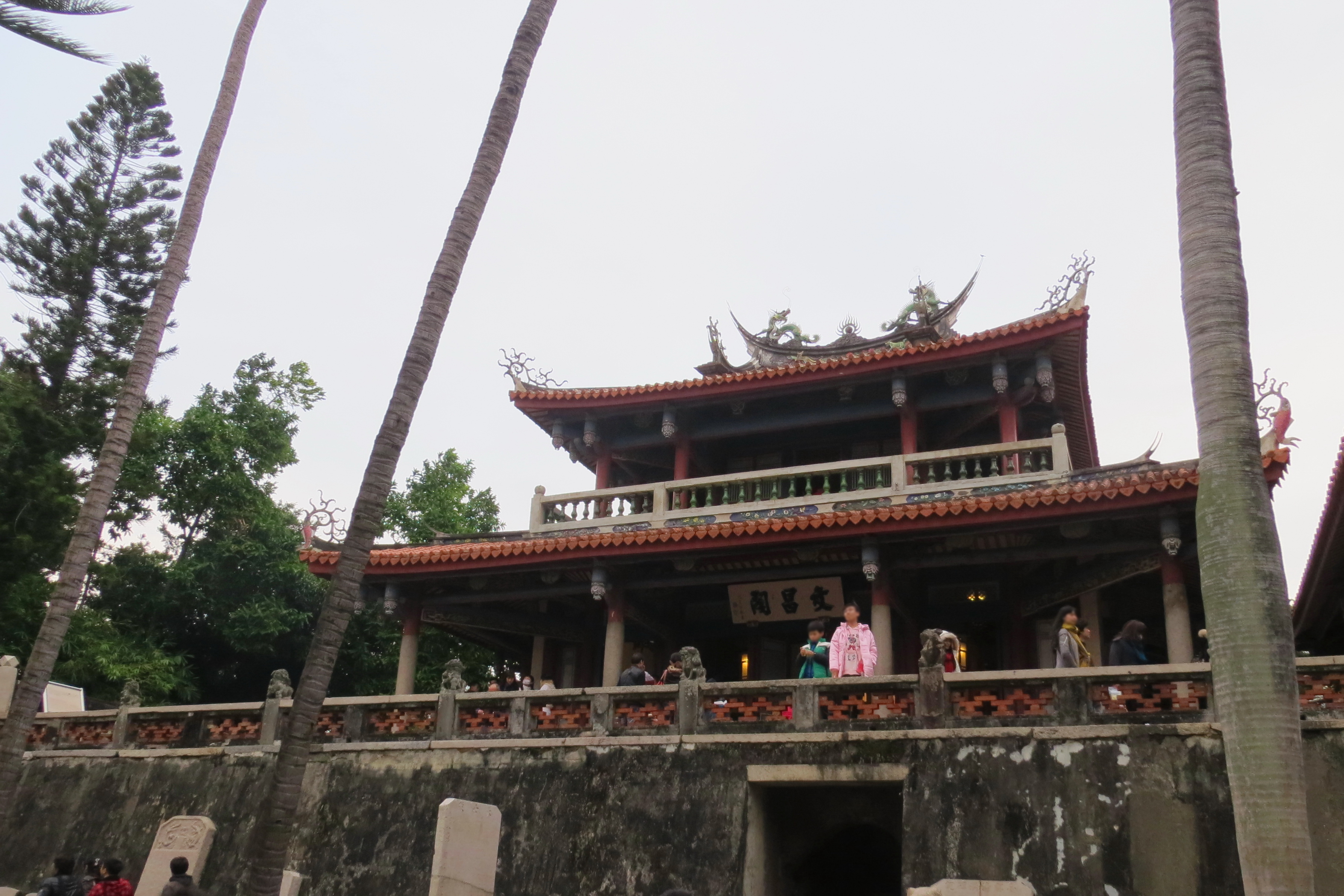
台湾台南市赤崁楼内的文昌阁

### 北京
- 颐和园文昌阁：全国重点文物保护单位

### 天津
- 天津文昌阁：市级文物保护单位、历史风貌建筑

### 河北
- 临漳文昌阁：邯郸市

### 山西
- 大同魁星楼：大同市（重建）
- 平遥文昌阁与魁星楼：晋中市

### 吉林
- 榆树魁星楼：榆树市（建于1895年，因年久失修毁于1964年，2003年重建）

### 江苏
- 南京夫子庙魁星阁：南京市
- 扬州文昌阁：扬州市境内省级文物保护单位
- 魁星阁：泰州市境内省级文物保护单位

### 浙江
- 溪口文昌阁：宁波市境内全国重点文物保护单位，后被蒋中正改为私宅

### 江西
- 新余文昌阁：新余市

### 山东
- 青城文昌阁：淄博市境内全国重点文物保护单位

### 广东
- 棠下文昌阁：江门市
- 河源文昌阁：河源市
- 奎星阁：韶关市境内县级文物保护单位
- 文昌阁：深圳市市级文物保护单位

### 四川
- 五龙庙文昌阁：阆中市境内全国重点文物保护单位
- 巴州魁星阁：巴中市
- 金城魁星阁：南充市

### 贵州
- 贵阳文昌阁：贵阳市境内全国重点文物保护单位

### 云南
- 蒙自魁星阁：蒙自市

### 陕西
- 文昌门魁星楼：西安市

### 台湾
- 赤崁楼文昌阁：台南市
- 台南孔子庙文昌阁：台南市
- 奎楼书院：台南市
- 奎阁：金门县
- 文石书院魁星楼：澎湖县